# Lúthien
Lúthien (sin. czarodziejka), także Tinúviel (sin. słowik) – postać fikcyjna ze stworzonej przez J.R.R. Tolkiena mitologii Śródziemia, jedna z głównych bohaterek Silmarillionu.
Historię Lúthien i jej ukochanego Berena opowiada Ballada o Leithian. O wyzwoleniu z pęt, opublikowana w Silmarillionie. Po latach Christopher Tolkien wydał osobną książkę, Beren i Lúthien, opatrzoną jego komentarzami i ilustracjami Alana Lee.

## Życiorys
Lúthien była córką króla Thingola z Doriath i Meliany - w jej żyłach płynęła zarówno krew Quendich jak i Majarów. Była w związku z tym nieśmiertelna i obdarzona magicznymi zdolnościami.
Pewnego dnia Beren, syn Barahira, zobaczył Lúthien śpiewającą i tańczącą w lesie Neldoreth, w Doriath, gdzie był też jej dom. Jednakże nie znając jej prawdziwego imienia, nazwał ją Tinúviel ze względu na piękny śpiew. Zakochał się w niej, a potem długi czas chodził po lesie szukając jej. Beren poprosił Thingola o rękę jego córki. Thingol, chcąc ukarać Berena za zuchwałość, kazał mu przynieść Silmaril z żelaznej korony Morgotha. 
Beren i Lúthien pokonali liczne niebezpieczeństwa z pomocą Huana i dotarli do Angbandu, gdzie Beren wykradł Silmaril. Wilk Morgotha Carcharoth odgryzł jednak Berenowi rękę z Silmarilem. Klejnot udało się odzyskać dzięki Huanowi, który zabił Carcharotha. Kiedy Beren zginął, Lúthien wybłagała u Valarów jego powrót, w zamian za utratę swej nieśmiertelności, poddając się losowi Atanich. Żyli oni później razem w kraju Dor Firn i Guinar.
Jej związek z Berenem zapoczątkował ród półelfów. Mawiano, że potomstwo Lúthien „nigdy (…) nie wyginie, choćby nieprzeliczone lata przeszły nad światem”. Ich dalekim potomkiem był m.in. Aragorn.

## Wygląd
Lúthien miała szare oczy i ciemne włosy. Opisana jest jako najpiękniejsza istota, jaka kiedykolwiek chodziła po Ardzie.

## Analiza
Sanah Beach, w swym artykule of bohaterkach Silmarillionu, sklasyfikowała Lúthien jako „mroczną”, lecz pozytywną postać, wyróżniającą się niezmiennym poświęceniem w swej miłości.

## Upamiętnienie

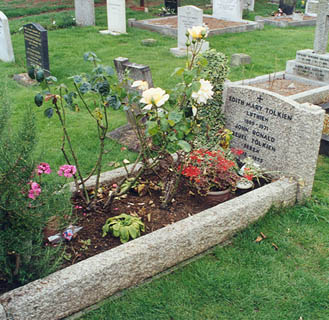
Grób Edith i J. R. R. Tolkiena

Inspiracją dla tej postaci była żona Tolkiena Edith, a na nagrobku pisarza i jego żony obok nazwisk widnieją również ich wieczne imiona: Beren i Lúthien.